# 쥘리앵레오폴 부아이
쥘리앵레오폴 부아이(프랑스어: Julien-Léopold Boilly, 1796년 8월 30일~1874년 6월 14일)는 쥘 부아이라는 이름으로도 알려진 프랑스의 예술가로, 석판 인쇄 앨범인 Iconographie de l'Institut Royal de France(1820년~1821년)와 소책자 Album de 73 portraits-charge aquarellés des membres de l'Institut(1820년)로 유명하다. 이 소책자에는 73명의 유명 수학자들의 수채화 캐리커처가 실려 있으며, 특히 프랑스 수학자 아드리앙마리 르장드르가  그려졌는데, 이 캐리커처가 르장드르의 유일한 초상화로 알려져 있다.

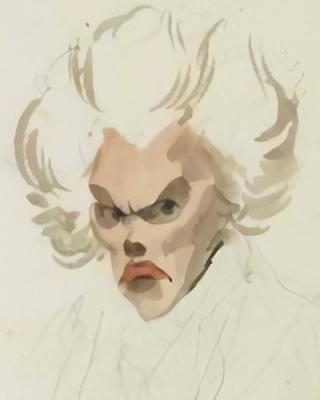
아드리앙마리 르장드르의 캐리커처

부아이는 1796년 8월 30일 파리에서 천재 화가이자 조각가인 루이레오폴 부아이의 아들로 태어났다. 1806년 12월 15일 베르사유 고등학교(lycée)에 입학하여 초상화를 그렸고 석판화로 책에 삽화를 그렸다. 그는 또한 사인을 수집했다. 그는 1874년 6월 14일 파리 10구에서 사망했다.

## 작품

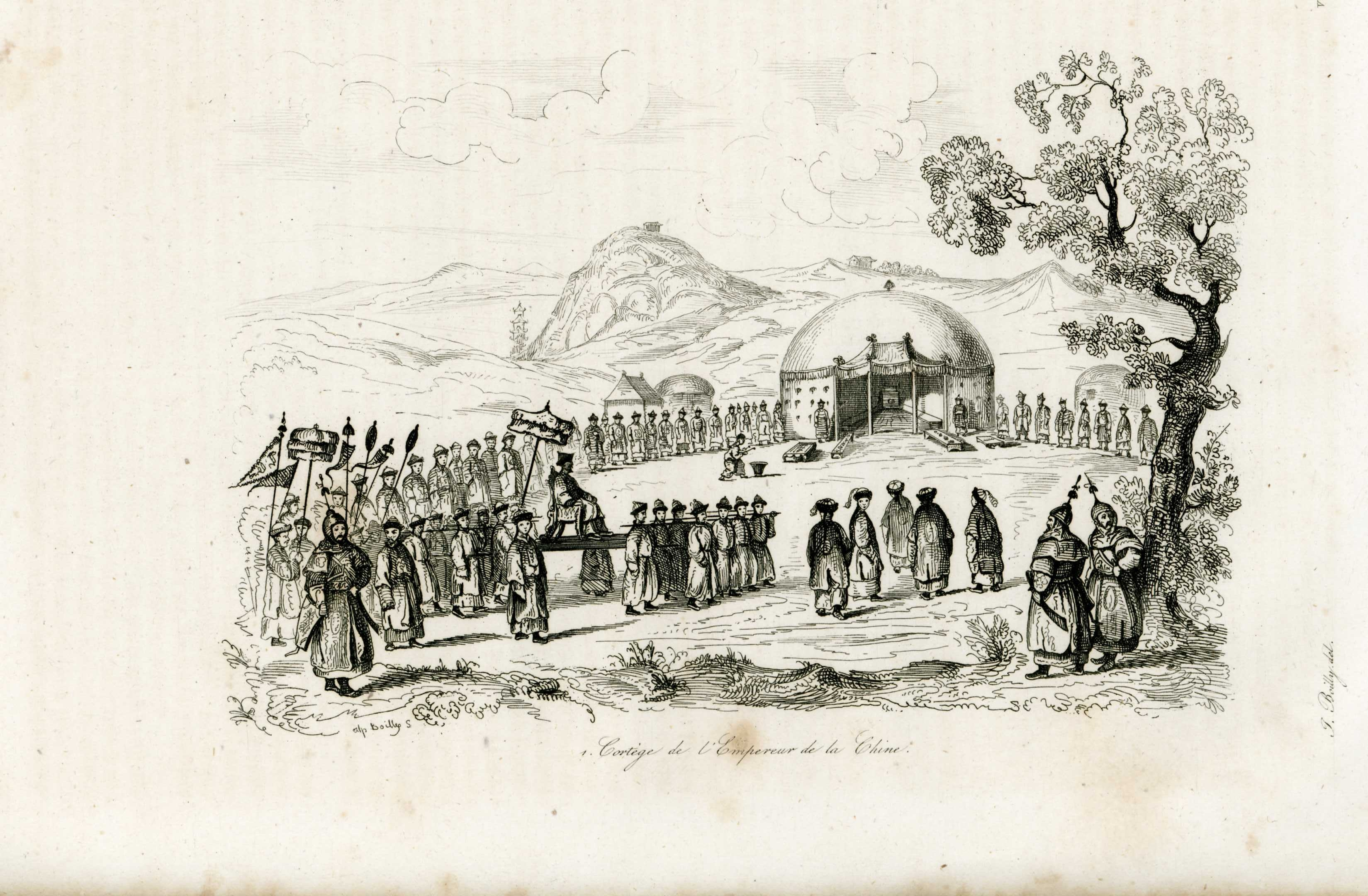
《청나라 황제의 행렬》(Cortège de l'empereur de Chine), 1860년대
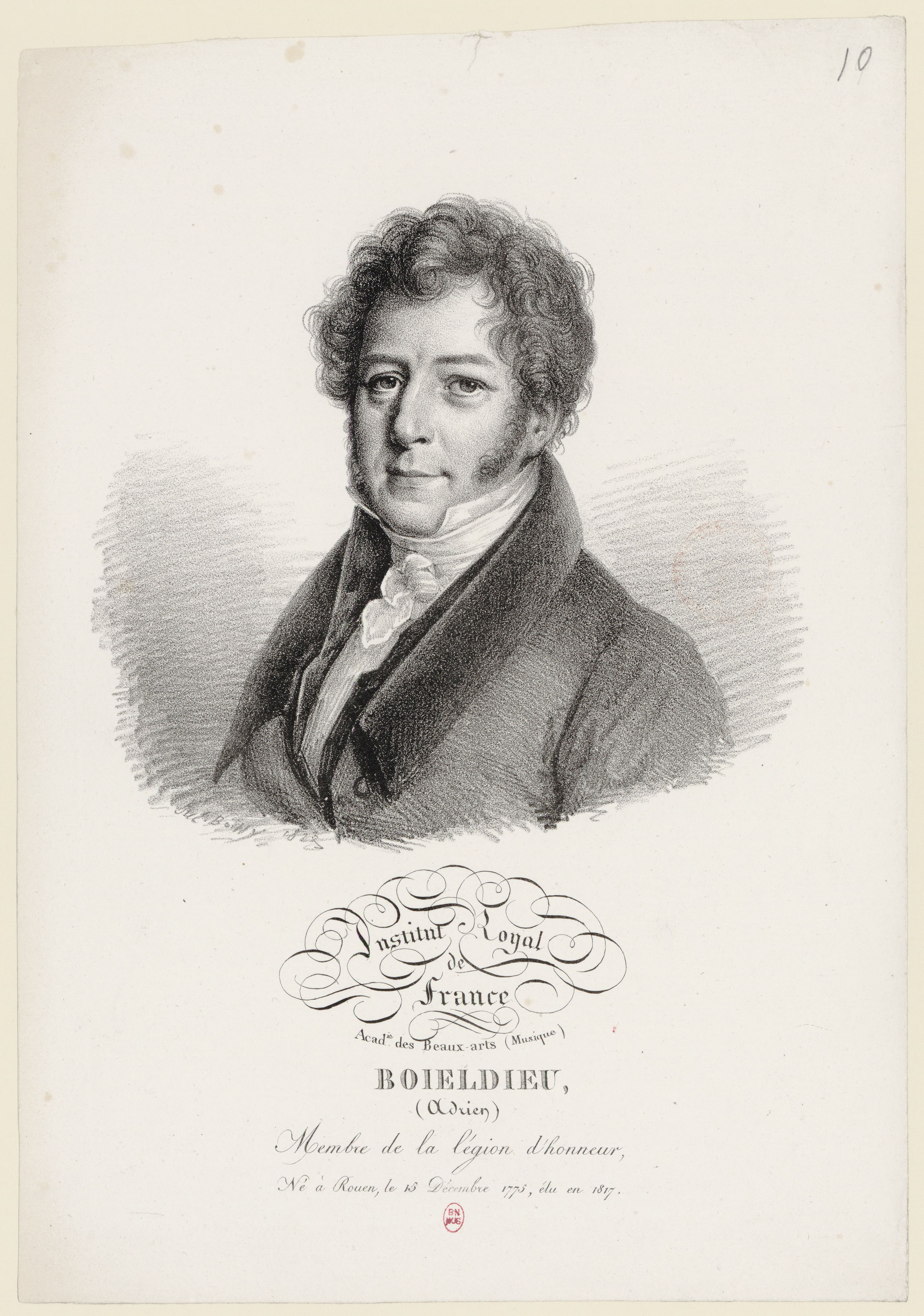
프랑수아아드리앙 보옐디외, 1825년
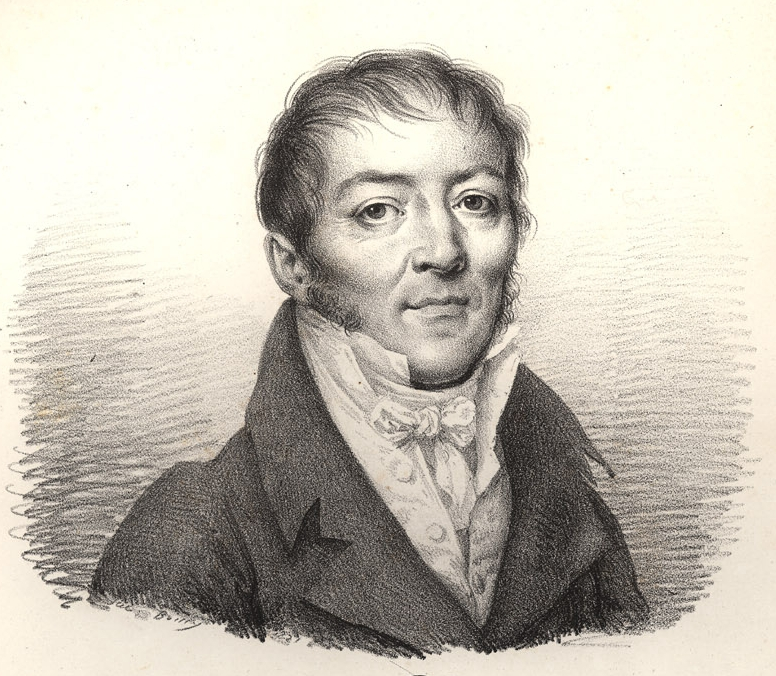
알렉시 부바르
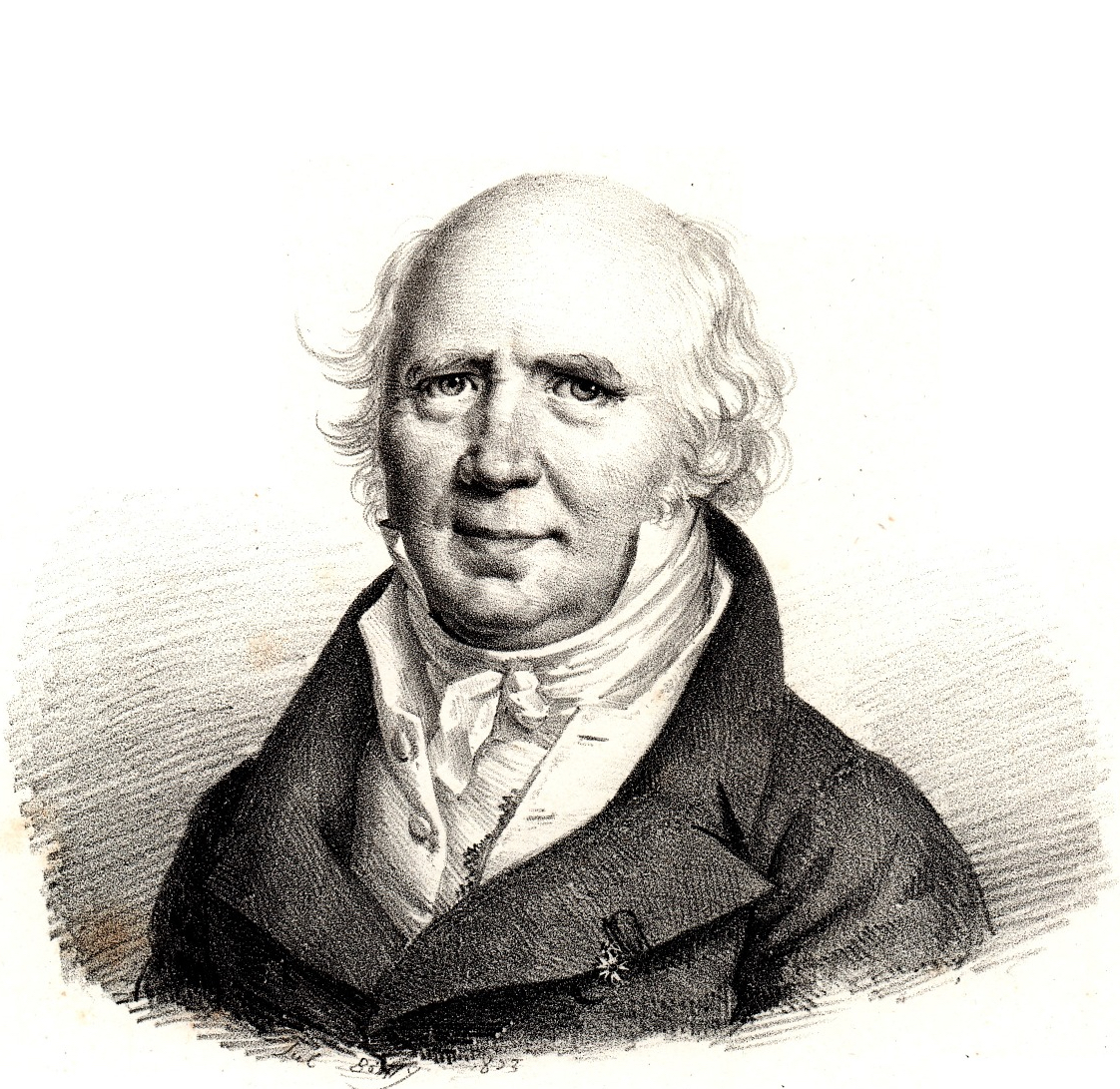
피에르시몽 지라르
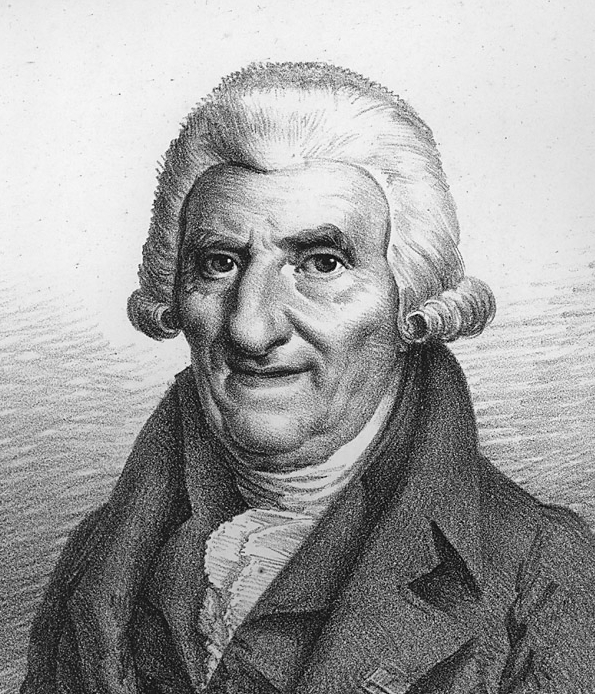
장도미니크 카시니
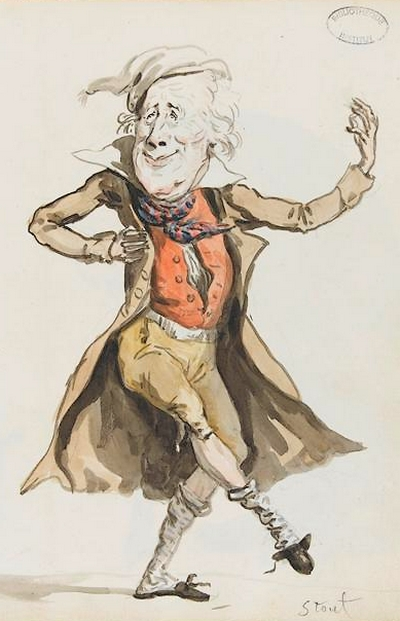
장바티스트 스투프의 캐리커처, 1860년경
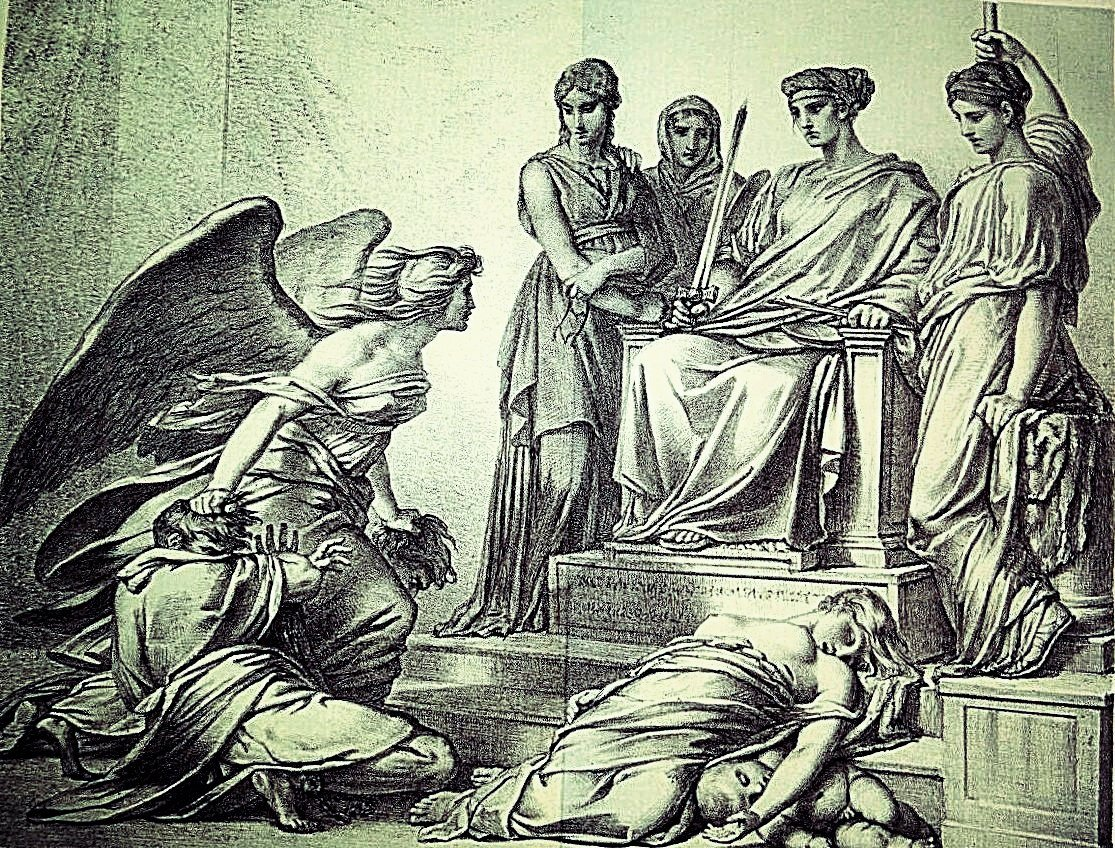
테미스, 1860년경